# 2011年臺灣
|        | 臺灣歷史 \| 台灣歷史年表 |
| 世纪： | 20世纪臺灣 \| 21世纪臺灣 \| 22世纪臺灣 |
| 年代： | 1980年代臺灣 \| 1990年代臺灣 \| 2000年代臺灣 \| 2010年代臺灣 \| 2020年代臺灣 \| 2030年代臺灣 \| 2040年代臺灣                                           |
| 年份： | 2006年臺灣 \| 2007年臺灣 \| 2008年臺灣 \| 2009年臺灣 \| 2010年臺灣 \| 2011年臺灣 \| 2012年臺灣 \| 2013年臺灣 \| 2014年臺灣 \| 2015年臺灣 \| 2016年臺灣 |
| 纪年： | 辛卯年（兔年）、中華民國100年 |

## 政府

### 國家正副元首

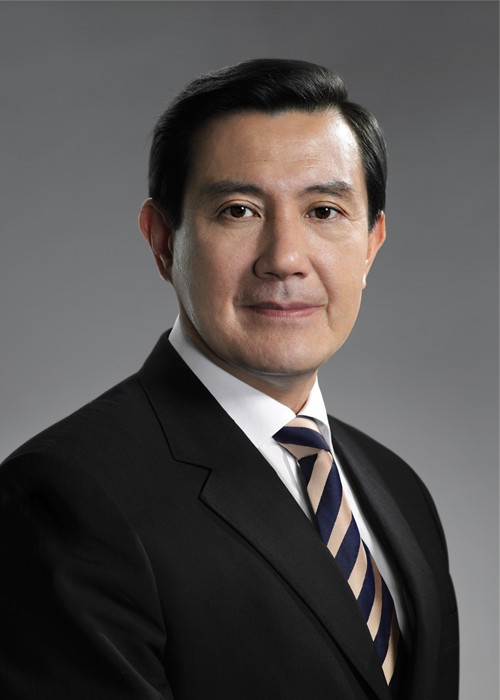
總統：馬英九
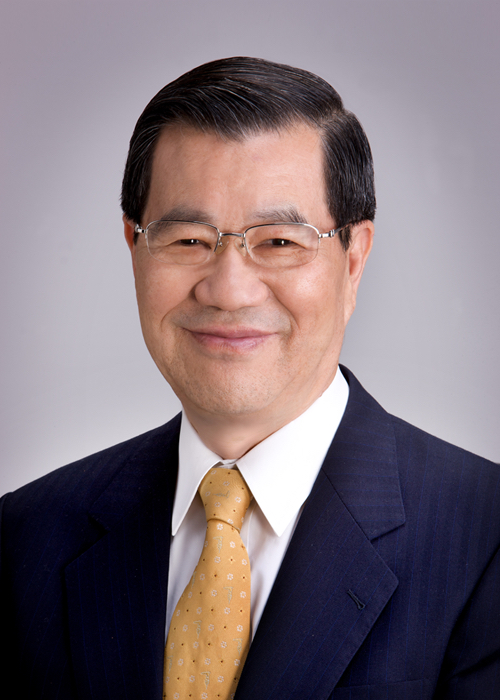
副總統：蕭萬長

### 五院首長

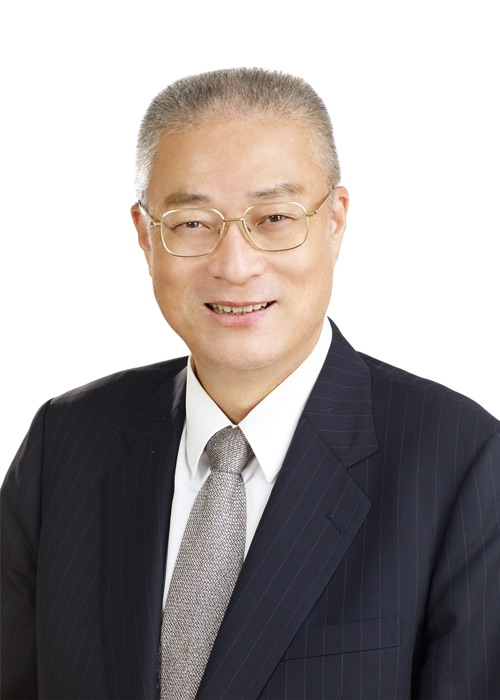
行政院院長：吳敦義
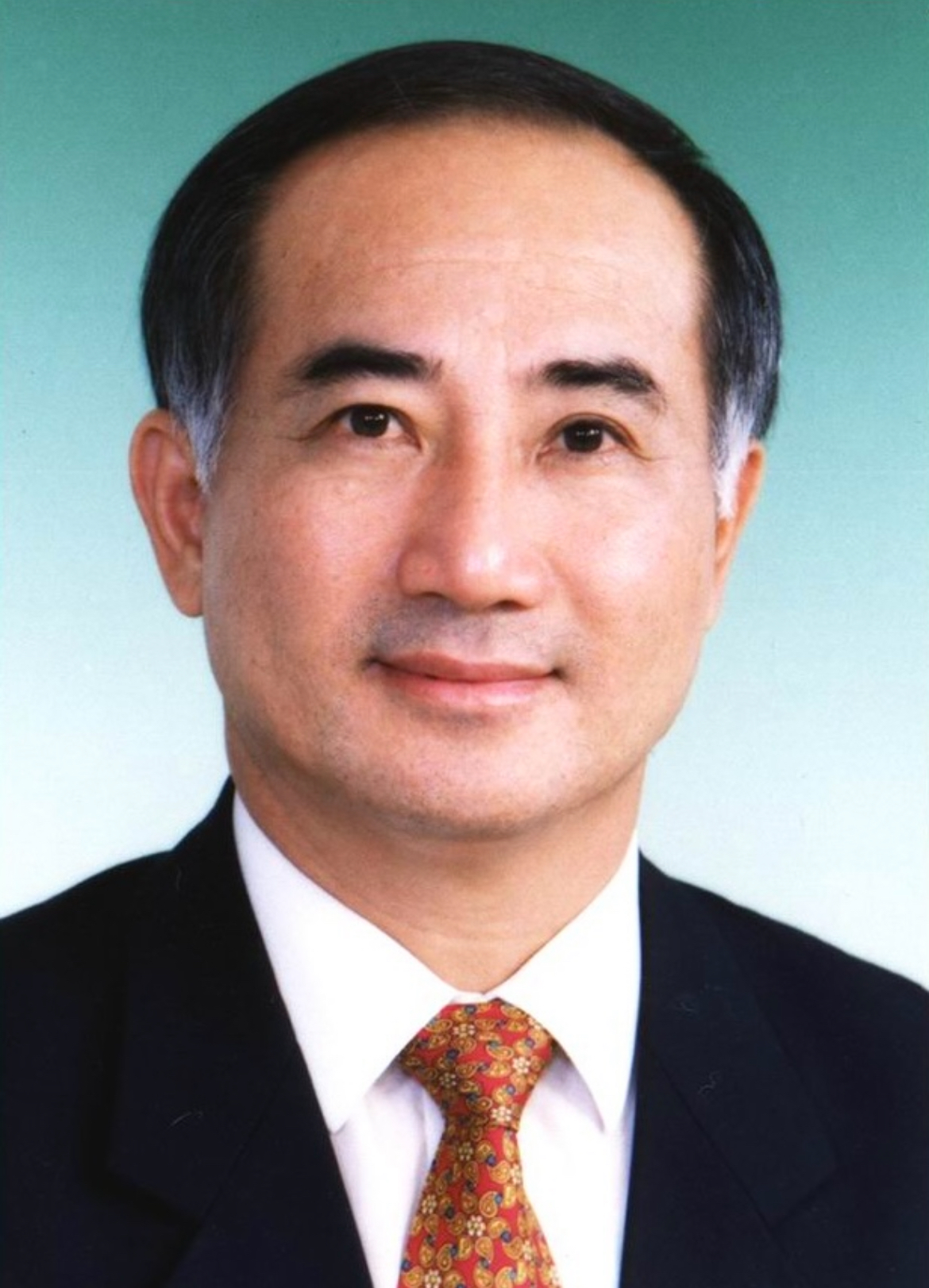
立法院院長：王金平
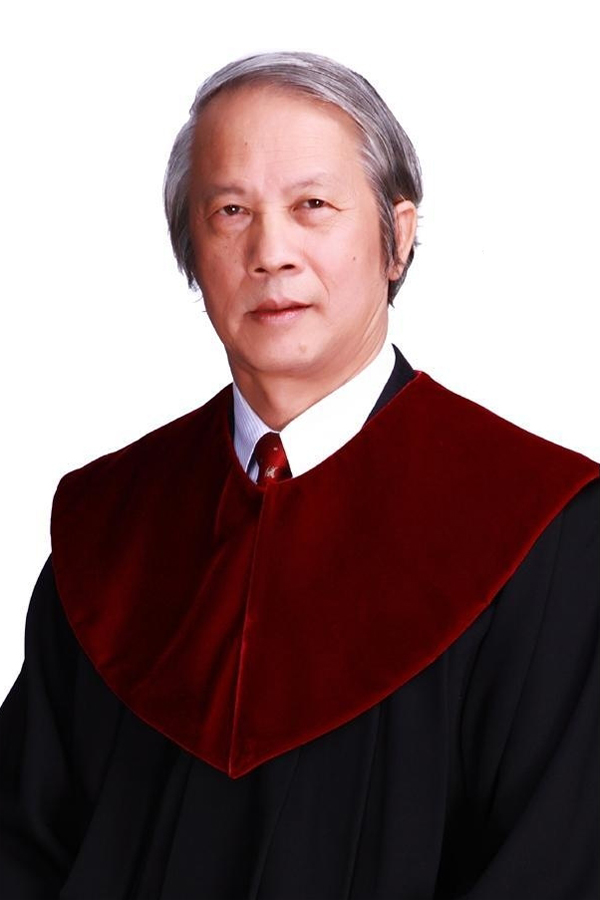
司法院院長：賴浩敏
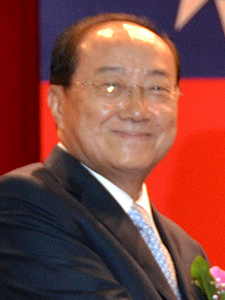
考試院院長：關中
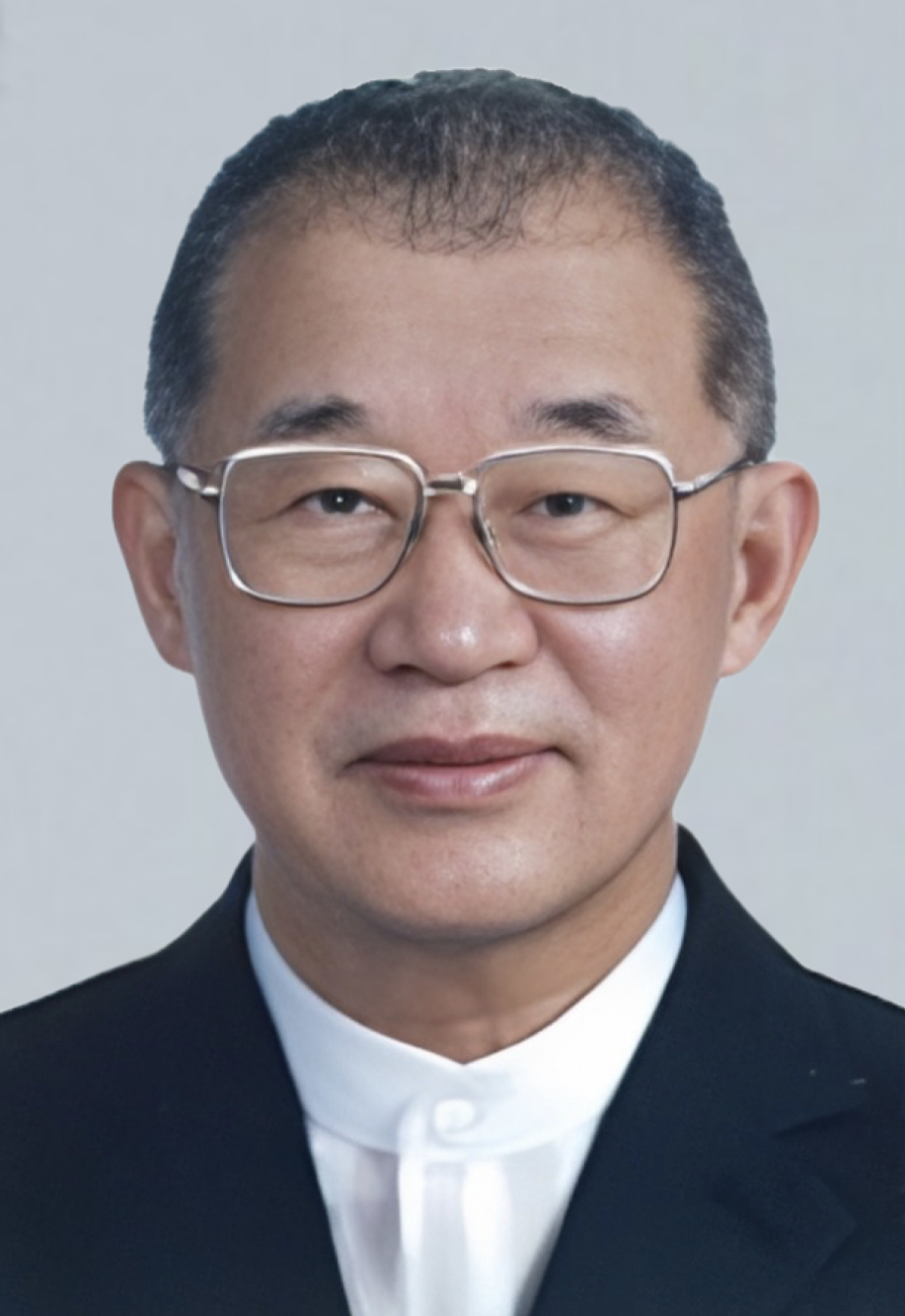
監察院院長：王建煊

### 省政府主席

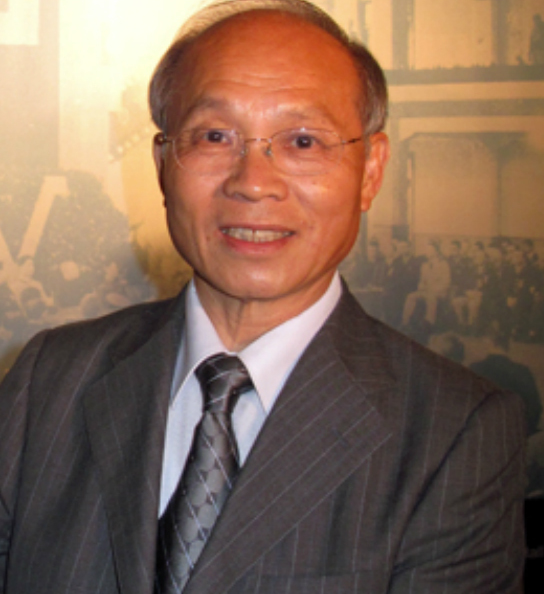
臺灣省政府主席：林政則
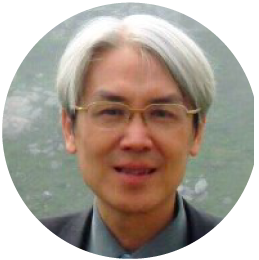
福建省政府主席：薛承泰

## 大事記

### 1月
- 1月7日，新台幣兌美元匯率收盤價以29.8：1作收，創下1997年以來的新高。自由時報[]
- 1月9日，連接金門本島與小金門的金門大橋正式動工，造價約75億新台幣，2016年6月完工後將成為世界最長跨徑脊背橋。 大紀元（页面存档备份，存于）台視新聞（页面存档备份，存于）
- 1月29日，民國85年發生的空軍作戰司令部女童姦殺案，經檢警重啟調查後出現重大轉折，已遭槍決的嫌犯江國慶疑遭錯殺，另一名嫌犯許榮洲則在清晨遭到羈押。蕃薯藤新聞─中央社１（页面存档备份，存于）２（页面存档备份，存于）新浪新聞─中央社[]

### 2月
- 2月7日，菲律賓政府發表聲明，針對日前將14名涉嫌跨國詐騙的臺灣人遣送中國一事表示「深切遺憾」；外交部表示將召回駐菲律賓代表，並取消菲國人民網路登錄免簽證待遇。自由電子報
- 2月8日，陸軍司令部通信資訊處處長羅賢哲少將涉嫌洩漏極機密資料予中共，於春節前夕遭羈押，為政府遷台後最高層級的共諜案。NOWnews（页面存档备份，存于）

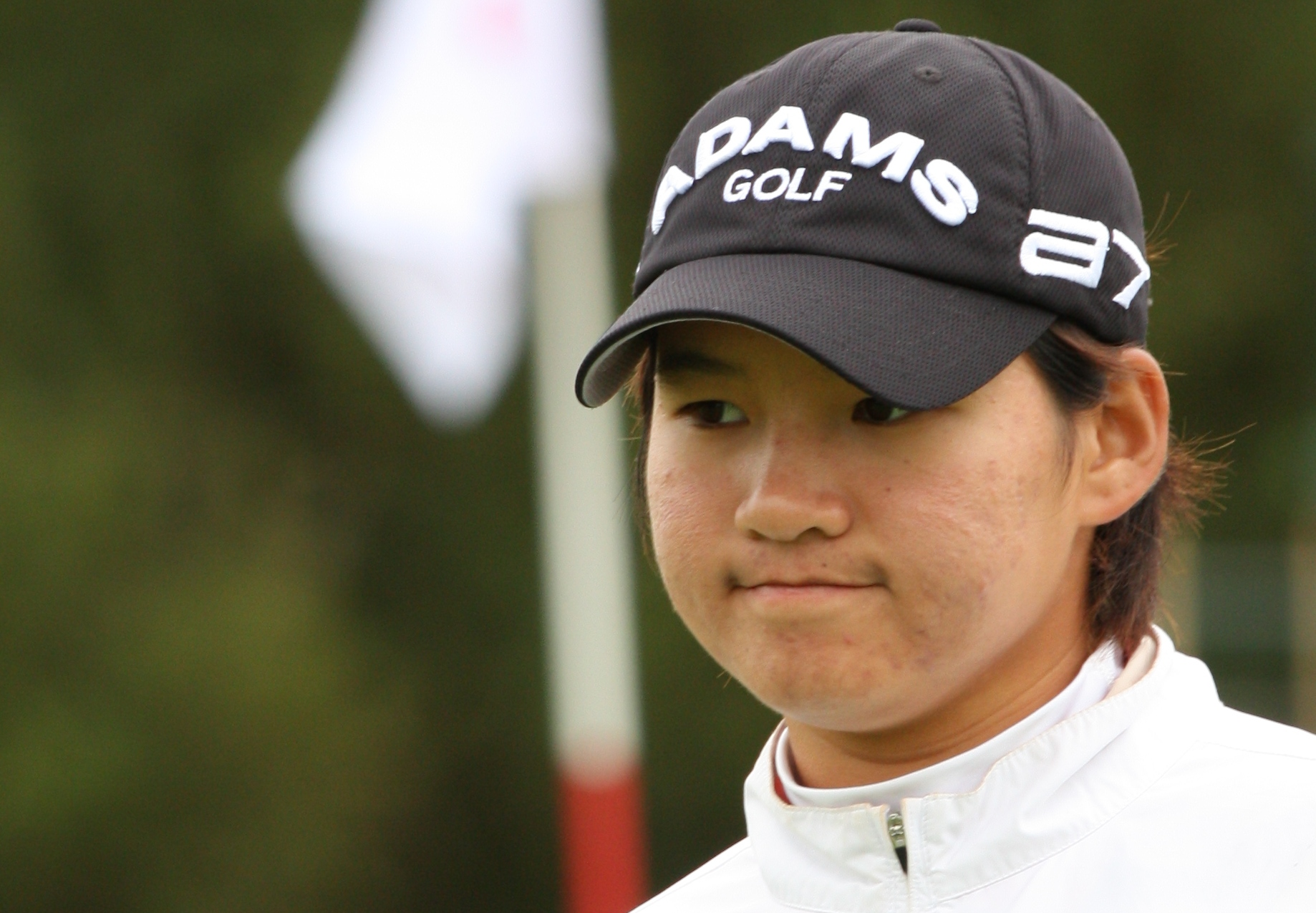
曾雅妮

- 2月13日，職業高爾夫選手曾雅妮摘下澳洲ANZ女子高球名人賽冠軍，LPGA積分排名躍升至世界第一，成為臺灣首位奪得世界第一的職業高爾夫選手。 蕃薯藤新聞─中央社１（页面存档备份，存于）２（页面存档备份，存于）３（页面存档备份，存于）４（页面存档备份，存于）５（页面存档备份，存于）
- 2月18日，前第一夫人吳淑珍因案被判刑17年半定讞，今早正式發監服刑、並於台中培德醫院進行服刑評估；但院方評估吳身體狀況不適合入監，傍晚責付其子陳致中帶回高雄住處。蕃薯藤新聞─中央社１（页面存档备份，存于）２（页面存档备份，存于）
- 2月27日，南港線東延段「南港 - 南港展覽館」路段通車，南港展覽館站也成為繼忠孝復興站以後第二個天地換乘站。

### 3月
- 3月4日，法務部長曾勇夫批准管鐘演、鍾德樹、王志煌、王國華、莊天祝等5名死刑犯之死刑執行令，傍晚分別於台北、台中、高雄執行槍決。自由時報
- 3月5日，台南市、高雄市立委補選舉行投開票，分別由民主進步黨提名的許添財、林岱樺當選。自由電子報
- 3月6日，臺中市西區中興路4巷1號ALA PUB傑克丹尼夜店發生火災，凌晨因店內表演者在1至2樓中的鋼管舞台區表演火舞秀表演不慎引發大火，造成店內9人死亡、12人受傷。自由時報
- 3月11日，中華民國政府與臺灣人民對東日本大震災展開援助。

### 4月
- 4月9日，第一屆全球流行音樂金榜頒獎典禮在台北小巨蛋舉行。中国网（页面存档备份，存于）中国广播网（页面存档备份，存于） 新浪娱乐（页面存档备份，存于）
- 4月15日，備受各界關注、俗稱「奢侈稅」的《特種貨物及勞務稅條例》在立法院三讀通過，預計6月1日開始實施。蕃薯藤新聞─中央社１（页面存档备份，存于）２（页面存档备份，存于）３（页面存档备份，存于）
- 4月22日，新北市五股區晚間發生新興堂香鋪爆炸案，造成4人死亡、至少24輕重傷。自由時報
- 4月22日，針對反對聲浪不斷的國光石化開發案，馬英九總統公開表態政府不支持繼續在彰化設廠，代表該開發案將暫緩推動。自由時報
- 4月25日，台北國際花卉博覽會在今日晚間九時閉幕，結束為期171天的展期。yam天空新聞─中央社（页面存档备份，存于）
- 4月27日，國光石化上午宣布撤銷引發各界爭議不斷的彰化大城開發案，但表示仍會繼續在國內外尋找投資機會。蕃薯藤新聞─中央社１（页面存档备份，存于）２（页面存档备份，存于）３（页面存档备份，存于）自由時報
- 4月27日，阿里山森林鐵路神木站附近路段在中午發生車輛翻覆意外，造成6人死亡、超過60人輕重傷，其中5名死者為中國籍旅客。蕃薯藤新聞─中央社１（页面存档备份，存于）２（页面存档备份，存于）３（页面存档备份，存于）４（页面存档备份，存于）５（页面存档备份，存于）自由時報
- 4月27日，民進黨總統初選結果揭曉，由現任黨主席蔡英文勝出，成為臺灣第一位女性總統候選人，將代表民進黨角逐下屆總統大選。自由時報蕃薯藤新聞─中央社１（页面存档备份，存于）２（页面存档备份，存于）３（页面存档备份，存于）４（页面存档备份，存于）

### 5月
- 5月23日，市面上16家飲料品牌被驗出產品中含有明文規定食品中不得添加的塑化劑，經追查發現是昱伸香料公司在合法的食品添加物起雲劑中違法加入第四類毒性化學物質的塑化劑鄰苯二甲酸二辛酯（DEHP），造成大規模食品污染。相關廠商被要求即日起將被污染的產品全面下架。NOWnews（页面存档备份，存于）Template:臺灣新聞
- 5月24日，空軍作戰司令部女童姦殺案經特偵組偵結，將嫌犯許榮洲依殺人罪起訴並求處有期徒刑20年，但遭控涉嫌傷害、恐嚇及濫權追訴的李天羽、陳肇敏、柯仲慶等軍官分因罪證不足或逾追訴期而獲不起訴處分。自由時報

### 6月
- 6月3日，工程人員於下午五時將路障移走，台74甲線橫跨台14線的高架道路正式通車[1]。
- 6月18日，第22屆金曲獎流行音樂類頒獎典禮在台北小巨蛋舉行，總統馬英九出席頒獎。
- 6月19日，總統馬英九宣布行政院長吳敦義為其競選連任的副手人選，馬吳配正式成形。NOWnews（页面存档备份，存于）
- 6月28日，陸客自由行正式啟動，中國大陸方面先行開放北京、上海、廈門等3個城市居民赴台觀光，實際核准來台人數則由臺灣方面視市場供需調整。中國時報蕃薯藤新聞─中央社１（页面存档备份，存于）２３（页面存档备份，存于）

### 7月
- 7月11日，衛生署國民健康局公布臺灣老化地圖，嘉義、雲林、澎湖三縣老年人口超過14%，新北市平溪老年人口達25.4%，高居全國之冠。自由時報
- 7月12日，北北基聯測大量考生高分低就，台北市市長郝龍斌宣布開放重新分發，公立高中1600名額、公立高職600名額，預訂19日放榜。NowNews（页面存档备份，存于）
- 7月17日，第一屆世界少棒錦標賽於台北舉行，中華隊在冠軍戰以3:2擊敗古巴，成功把冠軍獎盃留在臺灣。麗台運動報
- 7月29日，司法院大法官會議作成釋字第689號，認定社會秩序維護法「無正當理由跟追他人且屢勸不聽」可予裁罰之規定合憲。自由時報
- 7月31日，職業高爾夫選手曾雅妮在英國安格斯舉行的2011年英国女子公开赛中獲得冠軍，成為史上最年輕的5座大滿貫賽冠軍得主。中央社１２凤凰网（页面存档备份，存于）

### 8月

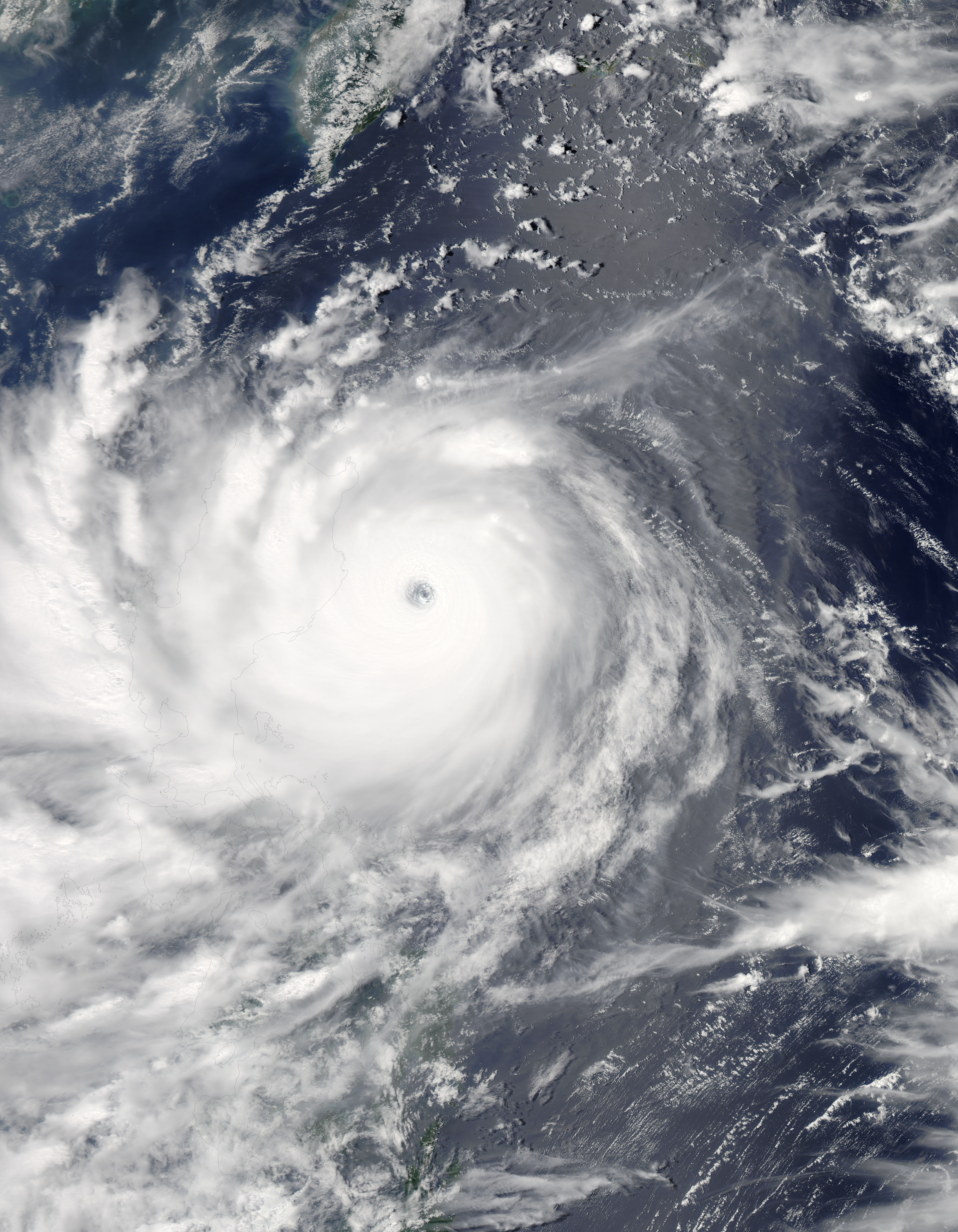
南瑪都颱風

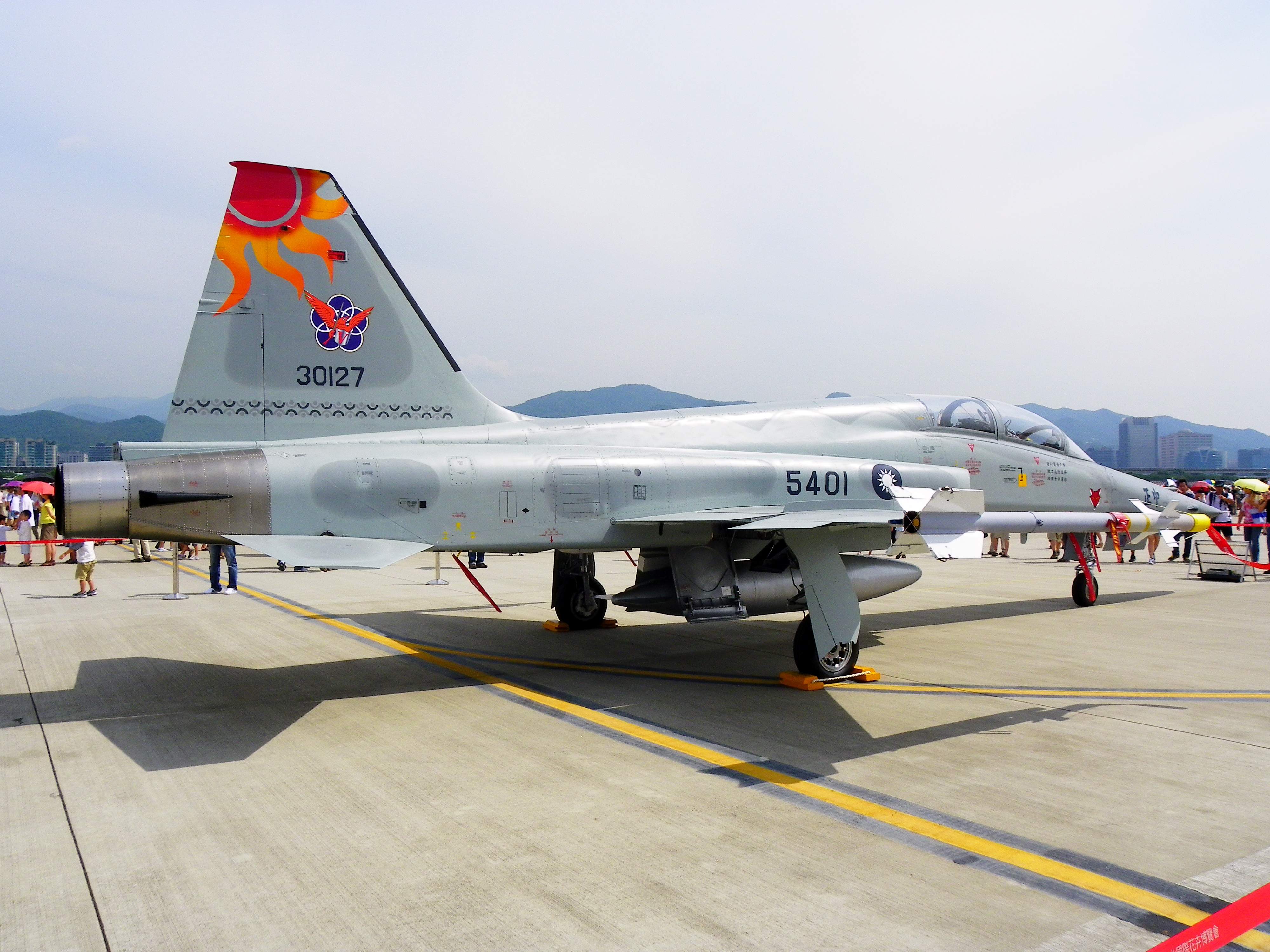
東澳嶺空難墜毀的F5-F

- 8月10日，台新金控總經理林克孝與二名臺灣原住民嚮導探查宜蘭南澳鄉泰雅族遷徙古道，行經束穗山山道途中，失足墜崖，當場身亡 聯合報１[]。遺骸於8月12日下午由救難人員發現，8月13日上午以直昇機搬運下山 聯合報２[]
- 8月23日，民進黨總統參選人蔡英文在黨內活動中，表示兩岸並不存在九二共識，並宣示將推動「臺灣共識」。自由時報１２
- 8月27日，台大醫院在處理器官移植時誤收愛滋病患者遺體，並將該患者器官移植至台大醫院與成大醫院5名病患。這是臺灣首次發生器官移植可能導致病患感染愛滋病的事件。蘋果日報自由時報臺大醫院新聞稿
- 8月31日，中央氣象局解除南瑪都颱風的海上陸上颱風警報，其侵襲臺灣本島期間帶來龐大降雨，不僅在南臺灣造成淹水與坍方，更在恆春半島造成嚴重水患。自由時報

### 9月
- 9月4日，魏德聖導演的史詩電影《賽德克·巴萊》於臺北市凱達格蘭大道夜間封道舉行臺灣首映，主要拍攝製作人員與資助者總統馬英九、民進黨主席蔡英文等，均受邀與會。中央社、聯合報[]
- 9月9日，民進黨總統參選人蔡英文宣布其副手人選為民進黨秘書長蘇嘉全，「英嘉配」正式成軍。蕃薯藤新聞─中央社１（页面存档备份，存于）２（页面存档备份，存于）３（页面存档备份，存于）
- 9月13日，空軍401聯隊兩架F-5系列戰機晚間在宜蘭海域執行例行夜航訓練時，在蘇澳近郊的東澳嶺撞山墜毀，機上三名飛官全部罹難。自由時報蕃薯藤新聞─中央社１（页面存档备份，存于）２（页面存档备份，存于）３（页面存档备份，存于）４（页面存档备份，存于）５（页面存档备份，存于）

### 10月
- 10月10日，中華民國100周年國慶。
- 10月20日，LPGA錦標賽首次在臺灣開賽，全程共有33個國家進行同步轉播，同時曾雅妮也參與該場比賽。自由時報 中時

### 11月
- 11月18日，文建會主委盛治仁因建國百年音樂劇《夢想家》浪費公帑爭議請辭獲准。自由時報
- 11月19日，CNN採訪在美國受虐臺灣人何曉鳳(英文名伊莎貝兒和排灣族名冷兒)，震驚臺灣。
- 11月25日，2011年亞洲職棒大賽在台中洲際棒球場與桃園國際棒球場舉行，此次也是亞洲職棒大賽首次在臺灣舉辦，代表臺灣出賽的統一7-ELEVEn獅將與日本的福岡軟體銀行鷹、韓國的三星獅、澳洲的伯斯熱火等三國職棒冠軍球隊爭奪「亞洲第一」的榮銜。蕃薯藤新聞─中央社（页面存档备份，存于）
- 11月26日，第48屆金馬獎頒獎典禮在新竹市文化局演藝廳舉行，最佳導演、最佳男主角、最佳女主角等3個獎項皆由《桃姐》的許鞍華、劉德華、葉德嫻獲得，《那些年，我們一起追的女孩》男主角柯震東奪得最佳新演員獎，《賽德克·巴萊》則拿下包括最佳劇情片在內的五個獎項，成為本屆的最大贏家。蕃薯藤新聞─中央社１（页面存档备份，存于）２（页面存档备份，存于）３（页面存档备份，存于）４（页面存档备份，存于）５（页面存档备份，存于）６（页面存档备份，存于）

- 11月29日，國際大學運動總會於比利時布魯塞爾宣布2017年夏季世界大學生運動會在台北市舉行，此為臺灣第五次申辦世大運主辦權，這次擊敗巴西巴西利亞終獲成功。蕃薯藤新聞─中央社１（页面存档备份，存于）２（页面存档备份，存于）３（页面存档备份，存于）

### 12月
- 12月4日，由6家媒體共同舉辦的2012總統大選電視辯論舉行第一場，馬英九、蔡英文、宋楚瑜3位候選人就外交、兩岸、經濟民生為首的諸多議題上進行辯述。蕃薯藤新聞─中央社１（页面存档备份，存于）２（页面存档备份，存于）３（页面存档备份，存于）４（页面存档备份，存于）５（页面存档备份，存于）６（页面存档备份，存于）７（页面存档备份，存于）８（页面存档备份，存于）
- 12月6日，臺灣第一座國家自然公園——壽山國家自然公園正式公告成立。聯合[] 中時[]

## 出生
参见： 2011年出生
- 8月4日——朱雅琪：演員。
- 9月12日——林荺蓉：演員。

## 逝世
- 1月2日——陳昇琳，台灣歌仔演員、武術指導。
- 1月3日：黃信佳，37歲，暱稱「大寶導」，臺灣MV導演，曾為多位歌手執導MV，大腸癌病逝。聯合報
- 1月11日：王章清，91歲，曾任中華民國交通部次長、經建會副主委、行政院祕書長、中國人壽董事長及海基會副董事長。中國時報。
- 1月16日——王世慶，台灣歷史學家。
- 1月22日：黃龍，本名邱鎮江，60歲，臺灣資深演員，妻為知名歌仔戲花旦許秀年。肝癌病逝。中國時報
- 1月29日：孫穗芬，72歲，中華民國國父孫中山孫女。孫中山其子孫科庶出的幼女，因元旦日車禍造成多重器官衰竭及併發敗血症，病逝台北新光醫院。Nownews（页面存档备份，存于）
- 2月2日——鄭桑溪，台灣攝影師。
- 2月2日：呂慶安，67歲，1960年代為臺灣機車特技高手，有「飛車大王」之稱。騎自行車外出與摩托車相撞致頭部外傷不治。聯合報
- 2月4日：寺岡孝，68歲，日本棒球選手、教練，現役時效力於日本職棒廣島、南海（今軟銀鷹），引退後曾於日本職棒、韓國職棒、中華職棒擔任教練。病逝。Nownews（页面存档备份，存于）
- 2月7日：楊先鐸，78歲，擔任北一女中樂儀隊教練達48年。自由時報
- 2月9日——釋仁俊，台灣佛教出家眾，是同淨蘭若創立人。
- 2月11日：陳慧坤，105岁，臺灣畫家，曾任國立臺灣師範大學美術系教授。公視新聞網（页面存档备份，存于）
- 2月14日：胡再麟，58歲，前中華男籃隊總教練,中華職籃宏福公羊助理教練和總教練、社會甲組台銀總教練、SBL新浪獅總教練等職位。中國時報
- 2月15日：林宜勝，73歲，音響學與錄音學專家，曾任洪建全視聽圖書館館長，國立臺北藝術大學、東吳大學與國立藝專（現國立臺灣藝術大學），音響與錄音工程教授。Muzik-online
- 2月17日：陳天陽，72歲，臺灣知名鑄劍師，曾獲民族工藝獎。聯合報[]
- 2月22日：

1. 吳建樟，43歲，臺灣動漫翻譯作家、《Frontier開拓動漫畫情報誌》前副編輯長。中國時報
2. 李陳英，81歲，臺灣新北市鶯歌區知名壽司老店「阿婆壽司」創辦人。中國時報

- 2月23日：

1. 吳建國，62歲，SBL前米迪亞隊（金酒隊前身）教頭，昔日男籃當家中鋒。臺灣聯合報[]
2. 洪百基，72歲，臺灣棒球界慈善家，傳福杯棒球賽創辦人，長年贊助青少棒運動。聯合報[]

- 2月24日：張依仁，94歲，二二八事件時，張七郎案唯一倖存者。自由時報
- 3月1日：楚戈，本名袁德星，80歲，臺灣古物鑑定家、畫家、書法家，罹鼻咽癌逝世。聯合新聞網Archive.today的存檔，存档日期2012-07-22
- 3月3日：楊嬌，88歲，已故臺灣企業家王永慶的二房。nownews（页面存档备份，存于）
- 3月4日：臺灣死刑犯：管鐘演、鍾德樹、王國華、莊天祝、王志煌。nownews（页面存档备份，存于）
- 3月6日：台中市傑克丹尼夜店火災：范富棋、廖怡萱（夫妻）、張德淦、范玉雪（夫妻）、林孟臻（女）、林秀韓（女）、亓瑋韜、謝佳璋與陳俊元。nownews（页面存档备份，存于）
- 3月8日——張清郎，台灣男中音。
- 3月16日：陳志遠，62歲，臺灣知名音樂人，曾作《愛上一個不回家的人》等曲，大腸癌病逝。中央廣播電台
- 3月19日——洪秀惠，台灣教師。
- 3月19日：謝景來，101歲，高雄市美濃區客家人，國寶級客家藍衫製作師傅。自由時報
- 3月20日：愛新覺羅·毓鋆，105歲，清朝皇室後裔，經學宗師，曾在台大、政大、文化學院(現文化大學)等校任教，後在台北開辦私塾「天德黌舍」（後稱「奉元書院」）。中央廣播電台
- 3月22日——林壽鎰，台灣攝影師。
- 3月22日：楊肇岳，年齡待查，臺灣國立臺灣大學海洋所教授、反核學者，墜樓身亡。中國時報
- 3月25日：酈俊厚，93歲，中華民國內政部警政署刑事警察局首任局長。聯合報[]
- 3月29日：鄭鴻聲，85歲，臺灣台東天主教培質院前院長。聯合報[]
- 3月30日：郭淳，46歲，臺灣超寫實主義畫家。中國時報[]
- 4月2日——林葉青，台灣作家。
- 4月9日——唐如韞，台灣影視演員。
- 4月16日——張宏榮，台灣醫師。
- 4月22日：陳秀卿，61歲，彰化縣國民黨籍立委，癌症病逝。中廣新聞網
- 5月3日：蔡冠倫，70歲，臺灣幫派四海幫創立者及前幫主，心肌梗塞不治。中國時報
- 5月4日：關雲娣，34歲，電影製片人、中華民國考試院院長關中的女兒，在上海市墜樓身亡。聯合新聞網
- 5月9日——釋湛空，台灣佛教出家眾，原為黑道老大：馬沙，是「風速四十米」幫派的創立人。
- 5月12日——李舜雨，台灣社會運動人物，於二二八事件發生後，逃往上海並加入共產黨。
- 5月12日：陳康順，83歲，1990年至1995年擔任國立歷史博物館館長。聯合報[]
- 5月13日：施克順，88歲，中華民國空軍儀隊創始人，首開臺灣儀隊操槍之先。軍聞社中時電子報影音（页面存档备份，存于）
- 5月14日：盧毓鈞，81歲，曾任中華民國內政部警政署署長。聯合新聞網
- 5月18日——釋白雲，台灣佛教出家眾，是臨濟宗千佛山派的創始人。
- 5月19日：張建民，84歲，臺灣已故歌手張雨生的父親，罹胃癌引發多重器官衰竭病逝。
- 5月20日：吳來，臺灣漁船「日春財68號」船長，遭索馬利亞海盜劫持後與美軍交戰時身亡，遺體由美軍直接海葬。聯合報
- 5月25日：施碧梧，52歲，臺灣民歌女演唱人與作詞人，成名作品《如果》，罹癌去世。蘋果日報
- 5月26日：孟憲庭，84歲，中華民國陸軍中將、中正國防幹部預備學校（中正預校）創校校長。軍聞社
- 5月28日——賴誠吉，台灣政治人物。
- 5月29日：

1. 銘，47歲，二十世紀福斯大中華區董事總經理，骨癌病逝。聯合報（页面存档备份，存于）
2. 謝天錫，77歲，美國華府地區華僑僑領。中央社

- 5月30日：徐合源，57歲，1968年台東紅葉少棒隊一壘手。中央社
- 6月4日：

1. 汪道淵，97歲，1986年至1987年曾任中華民國國防部部長。中時電子報
2. 陳松江，90歲，臺灣醫師，曾獲醫療奉獻獎。聯合報

- 6月8日：趙承祿，90岁，中華民國臺灣桃園縣縣議會前副議長。[]
- 6月12日：李木榮，60歲，臺灣奇人，生前因不愛穿衣服而有「脫褲榮」的稱號，腦溢血病逝。自由時報中國時報
- 6月17日：單亦誠，90歲，尹清楓命案重要關係人，有臺灣軍火大王之稱。中國時報
- 6月22日：鄭淑弘，49岁，臺灣ING投顧董事長暨總經理。中國時報
- 6月23日：劉偉仁，48歲，臺灣流行音樂樂手、作曲家，著名創作有《如果還有明天》，罹肝癌、脊椎腫瘤逝世。中時電子報
- 6月25日：譚明輝，45歲，臺灣知名貝斯手，在前往張信哲「幸福覺哲」巡迴演唱會廈門站途中車禍身亡。nownews（页面存档备份，存于）
- 7月3日：朱正明，92歲，行政院新聞局前專委。聯合新聞網
- 7月4日：鄧育昆，65歲，臺灣影視編劇、製片人，臺灣資深演員劉雪華的丈夫，墜樓身亡。 聯合新聞網[]
- 7月6日：陳冠學，77歲，臺灣作家，其作品《田園之秋》被公認為臺灣自然書寫的經典之作。中時電子報
- 7月13日：洪吉春，81歲，曾任5屆臺北縣議員及2屆議長。中時新聞網[]
- 7月19日——釋悟明，台灣佛教出家眾，是海明禪寺創立人。
- 7月22日——陳英郎，台灣田徑運動選手。
- 7月22日：莊茂盛，55歲，首任臺灣新北市林口區區長，心臟衰竭猝死。中時電子報[]
- 7月25日：張淑玫，臺灣畫家，民主進步黨客家事務部主任楊長鎮的妻子。聯合報[]
- 7月30日——李佩穎，台灣女高音。
- 8月2日——楊選堂，台灣記者。
- 8月8日：陳光宇，50歲，前四海幫堂主，在監獄上吊自殺。NOWnews（页面存档备份，存于）
- 8月10日：林克孝，51歲，臺灣企業家，台新金控總經理及臺灣大學財務金融系兼任副教授，在宜蘭縣南澳鄉束穗山登山失足墜谷。NowNews（页面存档备份，存于）
- 8月21日——盧滿妹，台灣慰安婦。
- 8月22日：

1. 史擷詠，53岁，臺灣知名音樂家、作曲家，因心臟病發導致冠狀動脈疾病合併多重器官衰竭，病逝於台大醫院。中央社
2. 鍾鐵民，71歲，臺灣客家籍作家，因心肺嚴重衰竭病逝。其父為作家鍾理和。TVBS[]
3. 賈福相，80岁，臺灣海洋保育學者、作家，病逝於加拿大。聯合報[]

- 8月31日：陳榮宏，53歲，臺灣企業家，友達光電關係企業瑞鼎科技董事長，在宜蘭縣玩飛行傘時墜落送醫不治。聯合報
- 9月1日：劉黃阿桃，90歲，臺灣首位出面控訴日軍暴行的前慰安婦（日軍二次大戰期間，強逼婦女赴戰線當慰安婦。），心臟衰竭逝世。蘋果日報[永久]
- 9月5日：司徒強，63歲，旅美藝術家。聯合報[]
- 9月17日：汪敬煦，93歲，中華民國前國安局局長、總統府參軍長，因呼吸衰竭病逝。中時電子報[]
- 9月23日：

1. 張金國，40歲，臺灣身高最高者（220公分），23日被發現陳屍家中，死因未明。自由時報[]
2. 周怡怡，41歲，臺灣知名財經記者，因卵巢癌過世。中時電子報

- 9月28日——廖史豪，台灣社會運動人物。
- 10月1日——洪義男，台灣漫畫家。
- 10月2日：涂德錡，78歲，中華民國總統府資政、前臺灣嘉義縣縣長，血癌進行化療所引發的敗血症而逝世。Yahoo!奇摩[]
- 10月16日：楊千鶴，90歲，臺灣第一位女記者，曾任職於《臺灣日日新報》。中國時報
- 10月19日：楊斌彥，86歲，臺灣企業家，膠帶大廠四維企業總裁。因長期贊助女子網球而被網球界尊稱「臺灣女網之父」。聯合報[]
- 10月24日——簡郁珊，台灣作曲家。
- 10月29日：張錫圭(康丁)，75歲，臺灣男演員，因大腸癌病逝。中央通訊社
- 11月14日——華力進，台灣教授。
- 11月17日：黃昭堂，79歲，台獨聯盟主席，眼科手術後心跳停止急救無效。中時電子報
- 11月23日——蘇俊雄，台灣法學學者。
- 11月23日：楊日松，84歲，臺灣著名法醫，被譽為「臺灣福爾摩斯」，罹大腸癌病逝。中時電子報
- 11月28日，林宗仁，64歲，臺灣戲曲琴師、演員，曾演出電影《海角七號》茂伯一角，因心肌梗塞病逝。自由時報
- 12月4日——李辰，台灣醫學家。
- 12月6日：

1. 周汝川，94歲，中華民國中山醫學大學及中山醫學大學附設醫院創辦人及董事長，睡夢中自然逝世。自由時報
2. 徐華鳳，41歲，中華民國臺灣女藝人，罹胃癌併發多重器官衰竭逝世。nownews（页面存档备份，存于）

- 12月9日——林盛中，台灣政治人物、保釣運動人士。
- 12月12日——林忠勝，台灣教育界人物，是慧燈中學創辦人。
- 12月31日——林二，台灣音樂家。
- 12月31日——林壽宇，台灣藝術家。

## 資料來源
1. ↑  湯世名. . 自由時報電子報 (自由時報). 2011-06-04  [2023-03-13]. （原始内容存档于2023-03-12） （中文（臺灣））.